# مجموعة آثار خاجوراهو
مجموعة آثار خاجوراهو هي مجموعة من المعابد الهندوسية والبوذية والجاينية في مادهيا براديش في الهند، على بعد 175 كم (109 ميل) جنوب شرق جهانسي. وهي واحدة من مواقع التراث العالمي لليونسكو في الهند. تشتهر المعابد بالرمزية المعمارية على طراز الناغارا والتماثيل الإباحية.
بنيت معظم معابد خاجوراهو بين عامي 950 و1050 من قبل سلالة تشانديلا. تشير السجلات التاريخية إلى أن معابد خاجوراهو كان بها 85 معبدًا في القرن الثاني عشر، موزعة على 20 كيلومترًا مربعًا، لم يبق منها سوى 25 معبدًا، موزعة على 6 كيلومترات مربعة. ومن بين العديد من المعابد الباقية، تم تزيين معبد كانداريا ماهاديفا بعدد وافر من المنحوتات مع تفاصيل معقدة ورمزية وتعبير عن الفن الهندي القديم.
تم بناء مجموعة معابد خاجوراهو معا مخصص للديانتين الهندوسية والجاينية، مما يوحي بتقليد القبول والاحترام للآراء الدينية المختلفة عند الهندوس والجاينيين في المنطقة.

## المنطقة
تقع آثار خاجوراهو في ولاية ماديا براديش الهندية، في منطقة شهاتربور، على بعد حوالي 620 كم (385 ميل) جنوب شرق نيودلهي. حيث تقع المعابد بالقرب من بلدة صغيرة تعرف أيضًا باسم خاجوراهو، يبلغ عدد سكانها حوالي 20,000 شخص (تعداد 2001).
تخدم خاجوراهو من قبل مطار خاجوراهو الذي يوصل خدماته إلى دلهي، أغرا، فاراناسي ومومباي. يرتبط الموقع أيضًا بخدمة السكك الحديدية الهندية، حيث تقع محطة السكك الحديدية على بعد ستة كيلومترات تقريبًا من مدخل المعالم الأثرية.
تقع الآثار على بعد 10 كيلومترات تقريبًا من الطريق السريع 75 الدولي الشرقي-الغربي، وحوالي 50 كيلومترًا من مدينة شاتارابور، التي ترتبط بعاصمة الولاية بوبال عبر الطريق السريع الوطني السريع SW-NE.
تم بناء معبد بهاند ديفا في القرن العاشر في راجستان على طراز آثار خاجوراهو وغالبا ما يشار إليه باسم «خاجوراهو الصغير».

## السياحة والأحداث الثقافية
.

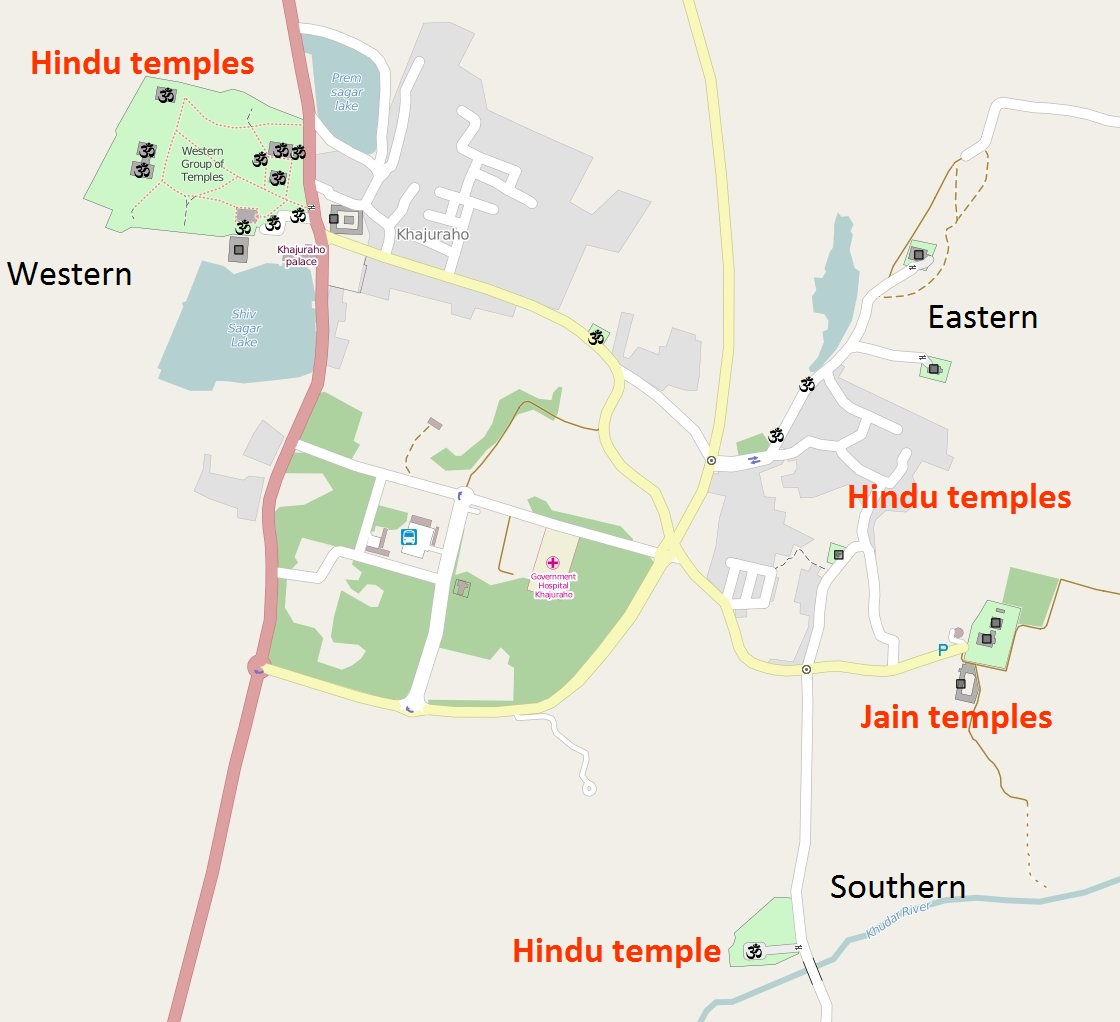
خريطة لخطوط المعابد - مجموعة آثار خاجوراهو.

تنقسم المعابد في خاجوراهو بشكل عام إلى ثلاثة أجزاء: المجموعة الشرقية، المجموعة الجنوبية والمجموعة الغربية حيث يسمح فقط للمجموعة الغربية وحدها بجولة بصحبة مرشد سياحي باعتبار أنه يتم إرشاد السياح من خلال المعابد الثمانية. هناك أيضا جولة بصحبة مرشد تم تطويرها من قبل هيئة المسح الأثري للهند والتي تتضمن رواية لتاريخ المعبد والهندسة المعمارية. [64]
في فبراير من كل عام يقام مهرجان خاجوراهو للرقص. [65] والذي يضم العديد من الرقصات الهندية الكلاسيكية على خلفية الإله شيتراغوبتا أو معابد فيشواناث.